# Basotho
De Basotho of Sotho (vroeger Basuto) zijn een volk in Lesotho en Zuid-Afrika. Hun taal staat bekend als het Zuid-Sotho.

## Geschiedenis

### Vroege geschiedenis
De Sotho migreerden tijdens de middeleeuwen van Centraal-Afrika naar Zuid-Afrika. Hieruit ontstonden drie volken: de Basotho (Zuid-Sotho), de Tswana en de Pedi (Noord-Sotho). De meeste Sotho waren herders van koeien, geiten en schapen en teelden graan en tabak. Ook waren zij bedreven in de bewerking van metaal, leer, hout en ivoor.

### Basutoland
De Basotho verzamelden zich in het begin van de 19e eeuw onder leiding van koning Moshoeshoe I (1786-1870) om zich te verdedigen tegen de genocidale Mfecane van de Matabelekoning Mzilikazi. Moshoeshoe vestigde zich met zijn volgelingen op de berg Thaba Bosiu in het gebied dat later bekend zou staan als Lesotho.
Moshoeshoe wist zowel de aanvallen van Mzilikazi als die van de Bergenaars af te slaan, maar kwam na de Grote Trek in conflict met de Boeren van de Boerenrepubliek Oranje Vrijstaat. Na drie Basotho-oorlogen van 1858-1868 vroeg Moshoeshoe in 1868 een protectoraat aan bij de Britse koningin Victoria. De kroonkolonie Basutoland werd in 1871 zonder toestemming van de Basotho ingelijfd door de Britse Kaapkolonie, maar dit werd met de succesvolle Gewerenoorlog van 1880-1881 ongedaan gemaakt.

### Tegenwoordig
Tijdens de apartheid leefden de Basotho van Zuid-Afrika in de bantoestan QwaQwa. Tegenwoordig leven de meeste Basotho in Lesotho en de provincie Vrijstaat van Zuid-Afrika, waar Zuid-Sotho de meest gesproken taal is. Lesotho is een koninkrijk dat geregeerd wordt door Letsie III, een afstammeling van Moshoeshoe I.

Afrikaners · Anglo-Afrikanen · Aziaten (Chinezen en Indiërs) · Basotho · Griekwa · Kaap-Maleiers · Kleurlingen · Khoisan · Pedi · Tsonga · Swazi · Tswana · Venda · Xhosa · Zoeloes · Zuid-Ndebele